# Carapax

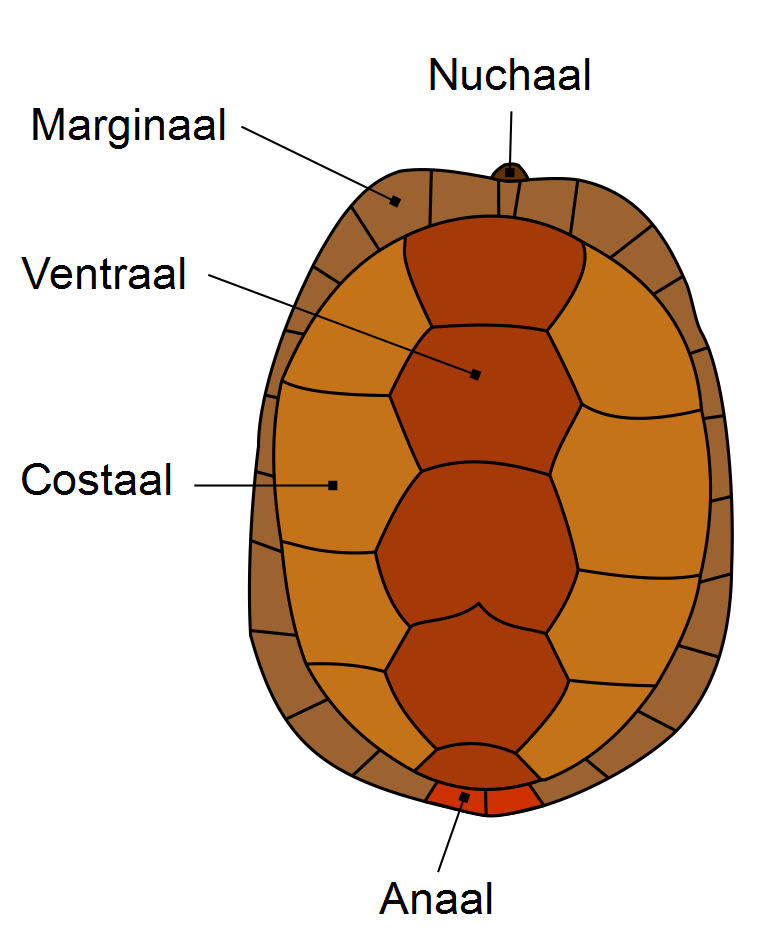
Onderdelen van de carapax bij schildpadden

In de zoölogie is een carapax (meervoud: carapaces) een schild dat voorkomt bij verscheidene diergroepen:
- Bij kreeftachtigen (Crustacea) is de carapax de vergroeiing van kop en borststuk (thorax) tot één pantser.
- Bij spinnen (Araneae) is het de rugzijde van de cephalothorax, de buikzijde heet sternum.
- Bij schildpadden (Anapsida) is het het gewelfde rugpantser dat bestaat uit vergroeide ribben en vertebrale platen. Het platte buikpantser heet het plastron.